# Madelberte de Maubeuge
Sainte Madelberte est une religieuse du VIIe siècle ; elle mourut en 705 ou 706.

## Vie
Fille de saint Vincent et de sainte Waudru, elle succéda, vers 697, à sa tante sainte Aldegonde et à sa sœur sainte Aldetrude en tant qu'abbesse de Maubeuge.
Sa fête est célébrée le 7 septembre.